# Gallipolijskoje ziemlaczestwo
Gallipolijskoje ziemlaczestwo (ros. Галлиполийское землячество) – emigracyjna rosyjska organizacja wojskowa w Czechosłowacji w okresie międzywojennym.
Organizacja została utworzona w grudniu 1921 roku w Pradze na bazie miejscowej grupy Związku Studentów Rosyjskich. Miała oddziały w większych miastach Czechosłowacji. W styczniu 1926 roku uniezależniła się od Związku Studentów Rosyjskich, stając się czechosłowackim oddziałem organizacji Obszczestwo Gallipolijcew z siedzibą w Paryżu. Jego członkami mogli być byli wojskowi wojsk Białych, którzy po ewakuacji z Krymu znaleźli się w obozach internowania w Gallipoli lub na wyspie Lemnos. Gallipolijskoje ziemlaczestwo liczyło około 600 Rosjan. Jego głównym celem było zachowanie kadr Białej Armii dla przyszłej wojny z ZSRR. Po zajęciu Czechosłowacji przez wojska niemieckie na początku 1939 roku, organizacja na pocz+ątku listopada tego roku została przemianowana na „Gallipolijskij sojuz w Pragie”, wchodząc w skład nowo powołanego Zjednoczenia Rosyjskich Związków Wojskowych.